# Beate Baumann
Beate Baumann (* 28. Juli 1963 in Osnabrück) ist eine deutsche politische Beraterin. Sie wurde formal als Büroleiterin der Bundeskanzlerin Angela Merkel und neben Eva Christiansen als enge Beraterin bekannt und ist Co-Autorin Merkels 2024 erschienenen Memoiren Freiheit. Erinnerungen 1954–2021.

## Leben
Nach dem Abitur am Gymnasium Carolinum in Osnabrück studierte Baumann Anglistik und Germanistik in Münster und Cambridge und legte 1990 ihr Staatsexamen in Münster ab. Schon während ihres Studiums war Baumann politisch engagiert, so etwa im Landesvorstand der Jungen Union in Niedersachsen. Auf Empfehlung von Christian Wulff wurde Baumann im Januar 1992 Referentin von Angela Merkel im Bundesjugendministerium und wechselte mit ihr 1995 als Büroleiterin ins Bundesumweltministerium. Als Merkel 1998 zur Generalsekretärin der CDU gewählt wurde, folgte Baumann ihr ins Adenauer-Haus und leitete dort neben Merkels Büro zeitweilig auch den Planungsstab. Als Merkel 2002 neben ihrem Amt als Parteivorsitzende auch Vorsitzende der CDU/CSU-Fraktion im Bundestag wurde, begleitete Beate Baumann sie wieder als Büroleiterin ins Jakob-Kaiser-Haus. 
Im Jahr 2003 sagte ein langjähriger Weggefährte über sie, dass sie „ihr Leben Angela Merkel verschrieben“ habe. Laut Der Spiegel hielten zu der Zeit „viele Beate Baumann für die zweitmächtigste Frau in der Union“.
Nach Merkels Wahl zur Bundeskanzlerin war Baumann vom 22. November 2005 bis zum 8. Dezember 2021 deren Büroleiterin im Bundeskanzleramt. Dort wurde sie bis 2011 nach B 6 und ab 2011 nach B 9 besoldet. Baumann nahm im Bundeskanzleramt an der Morgenlage teil, zu der nur Merkels engster Kreis eingeladen war. Als Merkels Büroleiterin hatte Baumann Einfluss auf manche Entscheidungen. Merkels Entscheidungen, im Jahr 2017 noch einmal für das Kanzleramt zu kandidieren und gegen die Ehe für Alle zu stimmen, trug sie als Büroleiterin zwar mit, war aber persönlich anderer Überzeugung.

## Buch
2024 erschien das viel beachtete Buch der beiden Autorinnen zu den Memoiren der ehemaligen Bundeskanzlerin Merkel:
- Angela Merkel, Beate Baumann: Freiheit. Erinnerungen 1954–2021, Kiepenheuer & Witsch, Köln, 2024. ISBN 978-3-462-00513-4. 736 Seiten. (Auch als e-Book, gleichzeitig auch als englische Lizenzausgabe)

In einer öffentlichen Präsentation wurde das Buch vorgestellt. Merkel sagte dort auch einiges zur Arbeitsweise der beiden Autorinnen.

## Filmische Darstellungen
Baumann wurde im Dokudrama Stunden der Entscheidung: Angela Merkel und die Flüchtlinge von Tilla Kratochwil und im Spielfilm Die Getriebenen von Gisela Aderhold gespielt.